# 根本知
根本 知（ねもと さとし、1984年 - ）は、日本の書家。

## 来歴
埼玉県越谷市出身。大東文化大学大学院博士課程修了、2013年に書道学の博士号を取得。大東文化大学文学部書道学科非常勤講師（2013年〜）、放送大学教養学部非常勤講師（2019年〜）、大東文化大学第一高等学校非常勤講師（2020年〜）、相模女子大学学芸学部非常勤講師（2020年〜）を経て、立正大学文学部文学科日本語日本文学コース特任講師を務める。
教鞭を執るかたわら、かな書道およびペン習字の講座を各地で開き、2016年には初の個展を開催した。2018年に腕時計ブランド・GrandSeikoに作品提供し、2019年にはニューヨークにて個展「flow」を開催。2024年のNHK大河ドラマ『光る君へ』では題字と書道指導を担当した。

## 連載
- 裏千家茶道雑誌 月刊『なごみ』「くずし字道場」（2020年 - 、淡交社 ）
- WEB無料連載「ひとうたの茶席」（2020年 - ）

## 著書
- 『読むだけで「うまい」と言われる字が書ける本』（2014年、CCCメディアハウス）
- 『美文字の法則 さっと書く一枚の手紙 ―ボールペン・万年筆・毛筆』（2017年、さくら舎）
- 『書の風流 近代藝術家の美学』（2021年、春陽堂書店）
- 『平安かな書道入門 古筆の見方と学び方』（2023年、雄山閣）